# La Touche étoile
La Touche étoile est un roman de Benoîte Groult publié en 2006,.

## Résumé
Dans la mythologie grecque, Moïra représente le destin. On n'échappe pas à la vieillesse. Alice, 80 ans, se souvient du dépaysement d'un séjour en Irlande, chez l'ami de sa fille, Marion. Puis elle relate une croisière en Asie. Elle se souvient que pendant l'occupation de 1940-44 l'accès aux plages était interdit. Elle écrit « Le Testament féministe » puis Moïra lui dit « quand tu seras prête, appuie sur la touche étoile, je me chargerai du reste ».
Livre sur le vieillissement, sur l'évolution des destins, sur les rêves non réalisés et portrait du féminisme, La Touche étoile met en scène Alice, une journaliste féministe, et son mari Adrien; leurs enfants Marion, marié à Maurice et son amant Brian marié à Peggy, et Xavier; la sœur d'Alice, Hélène et son mari Victor, et les petits-enfants. Chacun a l'occasion d'exprimer ses regrets et son regard sur le devenir de sa vie. 

## Critique
- « La Touche étoile », sur nuitblanche.com (consulté le 11 janvier 2021).